# 華社三大支柱
華社三大支柱、華社三大資產或華社三大臂膀是馬來西亞華人社群（華社）的慣用語，是對華團、華教和華文報的合稱，指的是馬來西亞華人自主創辦，用以傳承中華傳統文化的三種途徑。「華社三大支柱」是自19世紀起，馬來西亞華人的先輩由中國南來落地生根以後，逐漸形成的共識，新、馬兩地在文化和歷史上有淵源，亦有相同概念。在兩岸三地和其它海外華人地區則罕見此種說法。
馬來西亞華人對「華社三大支柱」的共識是指華人社團、華文教育和中文報刊，三者之間彼此互補，承擔傳承中華傳統文化的義務。
- 華人社團組織（通稱華團）是指非謀利性的社會團體，包括：商會、宗親會、鄉親會、校友會、文化及慈善團體，是以華總和總商會為核心領導。[9]華人社團的歷史可以追溯到早期東南亞的「會黨」或「公司」（Kongsi），它的性質類似於中國古代的「幫會」，是一種民間自發組織的互助團體。早期東南亞華僑的「華人公司」除了管理、協助和庇護僑民外，也有執行制裁、調解糾紛和主持「公祠」的義務。[10]

- 華文源流教育（通稱華教）是指以華語為主要教學媒介語的單一源流學校，經費多是源自於華人社群的資助和捐贈。它包括1303所國民型華文小學（華小）[11]、81所國民型華文中學（華中）[12]、64所華文獨立中學（獨中）[13]和3所中文大專院校（新紀元大学學院、南方大学學院、韓江传媒大学），國民型華文中學是由國民型華文中學發展理事會 （页面存档备份，存于）領導，华文獨立中學和3所中文大專是由董教總領導。[14][15]

- 中文報刊（通稱華文報）是以華文為媒介語的報刊，有時也包括電台或其它類型的中文媒體。[16]世界上第一份中文報刊是於1815年在馬六甲印刷的《察世俗每月統記傳》，現存創刊最久的中文報刊則是孫中山於1910年在檳城創辦的《光華日報》。最初，在馬來亞創辦的報刊是以「僑報」為立場，主要記載「唐山」（中國）的新聞；馬來亞獨立以後，新生代的馬來西亞華人開始正視自己的身份，不再稱中國為「我國」，稱國民政府為「我政府」。[17][18][19]

## 另見
- 文化認同
- 国民型华文中学
- 华文独立中学
- 華商，華人企業經營者
- 華基政黨，以華人為基础的政黨
- 馬華文學，馬來西亞華文文學
- 馬來西亞華人社團

## 外部連結
- 民间体制与集体记忆──国家权力边缘下的马华文化传承
- 國家建構過程中華人的角色、地位與國家認同的轉變：以馬來西亞和新加坡為例 （页面存档备份，存于）
- 馬來西亞華教史